# Rupert Davies
Rupert Davies (ur. 22 maja 1916 w Liverpoolu, zm. 22 listopada 1976 w Londynie) – brytyjski aktor filmowy i teatralny.

## Biografia
Rupert Davies urodził się w Liverpoolu – ówcześnie jednym z najważniejszych i największych ośrodków portowych na świecie. Fakt ten nie pozostał bez wpływu na wybór jego drogi zawodowej – zaciągnął się do brytyjskiej marynarki handlowej, a podczas II wojny światowej służył jako młodszy oficer w lotnictwie marynarki wojennej (FAA). W 1940 roku Swordfish na którym Davies służył jako obserwator, podczas wykonywania zadania bojowego u wybrzeży Holandii został zmuszony do wodowania, a sam Davies trafił do niewoli. Osadzony w stalagu koło Żagania, trzykrotnie podejmował nieudane próby ucieczki. Podczas kilkuletniego pobytu w obozie, zaczął brać udział w obozowych przedstawieniach i tam narodziło się jego zamiłowanie do aktorstwa. Jego aktorska działalność rozpoczęła się niemal natychmiast po wyzwoleniu, od udziału w widowisku wojennym Powrót do domu (Back Home) wystawianego na deskach londyńskiego Stoll Theatre. Jednak jego pełnoprawny debiut sceniczny miał miejsce dopiero w czerwcu 1959, kiedy to powierzono mu rolę pułkownika w sztuce Aluna Owena pt. The Rough and Ready Lot. Wcześniej, bo już pod koniec lat 40., zaczął występować w filmie. Jego filmowy debiut przypadł na rok 1949 i obraz Szeregowiec Angelo. Przez następne 25 lat występował w głośnych filmach znanych reżyserów (Michael Anderson, Carol Reed, Siergiej Bondarczuk) u boku wielkich gwiazd światowego kina (Errol Flynn, Peter Ustinov, Christopher Lee, William Holden, Sophia Loren, Trevor Howard, Bette Davis, Oskar Werner, Richard Burton, James Caan, Vincent Price, Boris Karloff, Rod Steiger, Christopher Plummer, Orson Welles, Max von Sydow, Liv Ullmann, Michael York). Jednak prawdziwą popularność zyskał dzięki występom na szklanym ekranie, na którym zaczął pojawiać się pod koniec lat 50. Udział w kultowych, choć dziś już prawie zapomnianych serialach TV sprawił, że stał się aktorem znanym i rozpoznawalnym nawet dla niezbyt wyrobionego widza. Serial TV stał się na długie lata domeną tego aktora. Szczyt jego popularności przypadł na początek lat 60. XX wieku, kiedy to w 1962 roku za rolę tytułową w serialu BBC Maigret został uhonorowany Nagrodą Telewizyjną Brytyjskiej Akademii Sztuk Filmowych i Telewizyjnych (BAFTA). W przeciągu swojej ponad 30-letniej działalności artystycznej zagrał w ponad 40 filmach i blisko 50 serialach TV.
Zmarł na raka w Londynie w 1976 roku, pozostawiając żonę Jessicę i dwóch synów Timothy'ego i Hogana. Pochowany na Pistyll Cemetery niedaleko Nefyn w Północnej Walii.

## Wybrana filmografia
- 1946 – The Thracian Horses - Zeus
- 1946 – A Night at an Inn - Albert
- 1949 – Spring, 1600 - Henry Condell
- 1949 – Szeregowy Angelo - epizod
- 1955 – Czarny książę - sir John
- 1955 – Quatermass II - Vincent Broadhead
- 1957 – Zdrajca - lokaj Clinton
- 1958 – Klucz - piekarz
- 1959 – Breakout - Morgan
- 1959 – Safira – Jack Ferris
- 1960-63 – Maigret - inspektor Maigret
- 1960 – Przestępca - Edwards
- 1965 – Szpieg, który przyszedł z zimnej strefy - George Smiley
- 1966 – Narzeczone Fu Manchu - Jules Merlin
- 1967 – Pięć złotych smoków - Sanders
- 1968 – Łódź X-1 - adm. Redmayne
- 1968 – Powrót Draculi - Ernest Muller
- 1968 – Pogromca czarownic - John Lowes
- 1970 – Waterloo - płk. Gordon
- 1971 – Operacja Zeppelin - kpt. Whitney
- 1971 – Nocny gość - Clemens
- 1972-73 – Wojna i pokój - hr. Rostow
- 1974 – Zmora - Edmund Yates
- 1975 – Król Artur - młody wojownik - Cerdig, przywódca Saksonów

## Nagrody
- Nagroda BAFTA 1962 – Nagroda Telewizyjna Akademii Brytyjskiej dla Najlepszego Aktora